# Serie A2 (pallavolo femminile)
La Serie A2 è la seconda categoria del campionato italiano di pallavolo femminile.
Creata nel 1977 in seguito alla divisione della Serie A in due categorie, raccoglie nella stagione 2018-19 diciotto squadre ed è organizzata dalla Lega Pallavolo Serie A femminile secondo le direttive della Federazione Italiana Pallavolo (FIPAV). La classifica della Serie A2 definisce le squadre promosse in Serie A1 (due nella stagione 2018-19, di cui una al termine dei play-off) e quelle relegate in Serie B1 (tre nella stagione 2018-19). Le partecipanti al campionato prendono parte a un trofeo, denominato Coppa Italia di Serie A2, a loro riservato.

## Storia del campionato
A metà degli anni settanta, una riforma del campionato previde l'allargamento della Serie A a sedici squadre nella stagione 1975-76 e a ventiquattro squadre nel 1976-77. I piazzamenti di quest'ultimo torneo sancirono la divisione delle squadre in due categorie, la Serie A1, da dodici squadre, e l'A2, che si disputò per la prima volta nel 1977-78 e che raccolse venti squadre divise in due gironi; le vincitrici dei due gironi venivano promosse in A1. Le squadre aumentarono a dodici per girone nel 1980-81.
Nel 1983-84 le vincitrici dei due gironi furono ammesse per la prima volta a disputare i play-off scudetto contro la 7ª e l'8ª classificata di Serie A1. Questa consuetudine durò fino al 1989. Nel 1987 le squadre di A2 e A1 di unirono nella Lega Pallavolo Serie A femminile, allo scopo di organizzare meglio le rispettive attività agonistiche.
Sul finire degli anni ottanta le squadre si ridussero di numero, allo scopo di creare una Serie A2 a girone unico. L'obiettivo fu raggiunto nel 1991-92, con sedici formazioni al via, tre promozioni e quattro retrocessioni. Nel 1996-97 si disputarono per la prima volta i play-off promozione e nacque la Coppa Italia di Serie A2, interrotta nella stagione 2007-08 e oggi ripristinata. Nel 1998-99 e nel 1999-00 le squadre furono divise in due gironi; successivamente fu ripristinato il girone unico. Dalla stagione 2008-09 il numero di club dell'A2 è stato ridotto a quattordici, e fu portato a sedici eccezionalmente nella stagione 2009-10 e 2011-12. Nella stagione 2018-2019 la formula è stata rivista con l'aumento a diciotto del numero di squadre partecipanti e la suddivisione delle stesse in due gironi.